# Équipe d'Espagne de football au Championnat d'Europe 2024
Vous pouvez aider à l'améliorer ou bien discuter des problèmes sur sa page de discussion.
- Il ne cite pas suffisamment ses sources. Vous pouvez indiquer les passages à sourcer avec {{référence nécessaire}} ou {{Référence souhaitée}}, et inclure les références utiles en les liant aux notes de bas de page. (Marqué depuis juin 2024)
- Son texte doit être wikifié : il ne correspond pas à la mise en forme Wikipédia (style, typographie, liens internes, liens entre les wikis, etc.). (Marqué depuis juin 2024)

- Archive Wikiwix
- Bing
- Cairn
- DuckDuckGo
- E. Universalis
- Gallica
- Google
- G. Books
- G. News
- G. Scholar
- Persée
- Qwant
- (zh) Baidu
- (ru) Yandex
- (wd) trouver des œuvres sur Wikidata

Cet article relate le parcours de l’équipe d'Espagne de football lors du Championnat d'Europe de football 2024 qui a lieu du 14 juin au 14 juillet 2024 en Allemagne.

## Qualifications
| Rang | Équipe  | Pts | J | G | N | P | Bp | Bc | Diff |  | Résultats (▼ dom., ► ext.) |     |     |     |     |     |
| ---- | ------- | --- | - | - | - | - | -- | -- | ---- |  | -------------------------- | --- | --- | --- | --- | --- |
| 1    | Espagne | 21  | 8 | 7 | 0 | 1 | 25 | 5  | +20  |  | Espagne                    |     | 2-0 | 3-0 | 3-1 | 6-0 |
| 2    | Écosse  | 17  | 8 | 5 | 2 | 1 | 17 | 8  | +9   |  | Écosse                     | 2-0 |     | 3-3 | 2-0 | 3-0 |
| 3    | Norvège | 11  | 8 | 3 | 2 | 3 | 14 | 12 | +2   |  | Norvège                    | 0-1 | 1-2 |     | 2-1 | 3-1 |
| 4    | Géorgie | 8   | 8 | 2 | 2 | 4 | 12 | 18 | -6   |  | Géorgie                    | 1-7 | 2-2 | 1-1 |     | 4-0 |
| 5    | Chypre  | 0   | 8 | 0 | 0 | 8 | 3  | 28 | -25  |  | Chypre                     | 1-3 | 0-3 | 0-4 | 1-2 |     |

- Sélection directement qualifiée pour l'Euro 2024

## Matchs de préparation
| 22 mars 2024                      | Espagne | 0 - 1   | Colombie  | Stade de Londres, Londres ( Angleterre)         |                                                 |
| 20h30 · Historique des rencontres |         | (0 - 0) | 61e Muñoz | Spectateurs : 44 000 Arbitrage : Michael Oliver | Spectateurs : 44 000 Arbitrage : Michael Oliver |
| 20h30 · Historique des rencontres | Rapport |         |           | Spectateurs : 44 000 Arbitrage : Michael Oliver | Spectateurs : 44 000 Arbitrage : Michael Oliver |

| 26 mars 2024                      | Espagne                                | 3 - 3   | Brésil                                           | Stade Santiago-Bernabéu, Madrid                |                                                |
| 21h30 · Historique des rencontres | Rodri 12e (pen.) 87e (pen.) · Olmo 36e | (2 - 1) | 40e Rodrygo · 50e Endrick · 90+6e (pen.) Paquetá | Spectateurs : 65 000 Arbitrage : João Pinheiro | Spectateurs : 65 000 Arbitrage : João Pinheiro |
| 21h30 · Historique des rencontres | Rapport                                |         |                                                  | Spectateurs : 65 000 Arbitrage : João Pinheiro | Spectateurs : 65 000 Arbitrage : João Pinheiro |

| 5 juin 2024                       | Espagne                                        | 5 - 0   | Andorre | Estadio Nuevo Vivero, Badajoz |                             |
| 21h30 · Historique des rencontres | Pérez 24e · Oyarzabal 53e 66e 73e · Torres 81e | (1 - 0) |         | Arbitrage : Gustavo Correia   | Arbitrage : Gustavo Correia |
| 21h30 · Historique des rencontres | Rapport                                        |         |         | Arbitrage : Gustavo Correia   | Arbitrage : Gustavo Correia |

| 8 juin 2024                       | Espagne                                                 | 5 - 1   | Irlande du Nord | Stade de Son Moix, Palma    |                             |
| 21h30 · Historique des rencontres | Pedri 12e 29e · Morata 18e · Fabián 35e · Oyarzabal 60e | (4 - 1) | Ballard 2e      | Arbitrage : Bastien Dechepy | Arbitrage : Bastien Dechepy |
| 21h30 · Historique des rencontres | Rapport                                                 |         |                 | Arbitrage : Bastien Dechepy | Arbitrage : Bastien Dechepy |

## Séjour et hébergement
Le camp de base de l'Espagne se situe dans la ville de Donaueschingen, en Bade-Wurtemberg.

## Phase finale

### Effectif
Les âges et les sélections sont calculés au début de l'Euro 2024, le 14 juin 2024.
L'Espagne annonce une équipe préliminaire de 29 joueurs le 27 mai 2024 Le 7 juin 2024, l'équipe définitive est confirmée, avec l'absence de Pau Cubarsí, Aleix García et Marcos Llorente.

### Premier tour
| v · m | Équipe  | Pts | J | G | N | P | Bp | Bc | Diff |
| ----- | ------- | --- | - | - | - | - | -- | -- | ---- |
| 1     | Espagne | 9   | 3 | 3 | 0 | 0 | 5  | 0  | +5   |
| 2     | Italie  | 4   | 3 | 1 | 1 | 1 | 3  | 3  | 0    |
| 3     | Croatie | 2   | 3 | 0 | 2 | 1 | 3  | 6  | -3   |
| 4     | Albanie | 1   | 3 | 0 | 1 | 2 | 3  | 5  | -2   |

#### Espagne - Croatie
| Match 3                 | Espagne                                                          | 3 - 0   | Croatie | Olympiastadion, Berlin                                                         |                                                                                |
| 15 juin 2024 18h00 CEST | ( Ruiz) Morata 29e · ( Pedri) Ruiz 32e · ( Yamal) Carvajal 45+2e | (3 - 0) |         | Spectateurs : 68 844 Arbitrage : Michael Oliver Arbitre vidéo : Stuart Attwell | Spectateurs : 68 844 Arbitrage : Michael Oliver Arbitre vidéo : Stuart Attwell |
| 15 juin 2024 18h00 CEST | Rodri 78e                                                        | Rapport |         | Spectateurs : 68 844 Arbitrage : Michael Oliver Arbitre vidéo : Stuart Attwell | Spectateurs : 68 844 Arbitrage : Michael Oliver Arbitre vidéo : Stuart Attwell |

#### Espagne - Italie
| Match 16                 | Espagne                                       | 1 - 0   | Italie                         | Arena AufSchalke, Gelsenkirchen                                                    |                                                                                    |
| 20 juin 2024 21 h 0 CEST | Calafiori 55e (csc)                           | (0 - 0) |                                | Spectateurs : 49 528 Arbitrage : Slavko Vinčić Arbitre vidéo : Ned Kajtazovic (en) | Spectateurs : 49 528 Arbitrage : Slavko Vinčić Arbitre vidéo : Ned Kajtazovic (en) |
| 20 juin 2024 21 h 0 CEST | Rodri 45+1e · Le Normand 69e · Carvajal 90+6e | Rapport | 15e Donnarumma · 46e Cristante | Spectateurs : 49 528 Arbitrage : Slavko Vinčić Arbitre vidéo : Ned Kajtazovic (en) | Spectateurs : 49 528 Arbitrage : Slavko Vinčić Arbitre vidéo : Ned Kajtazovic (en) |

#### Albanie - Espagne
| Match 27                | Albanie                   | 0 - 1   | Espagne            | Düsseldorf Arena, Düsseldorf                                                    |                                                                                 |
| 24 juin 2024 21h00 CEST |                           | (0 - 1) | 13e Torres ( Olmo) | Spectateurs : 46 586 Arbitrage : Glenn Nyberg Arbitre vidéo : Christian Dingert | Spectateurs : 46 586 Arbitrage : Glenn Nyberg Arbitre vidéo : Christian Dingert |
| 24 juin 2024 21h00 CEST | Bajrami 67e · Berisha 89e | Rapport | 90e Vivian         | Spectateurs : 46 586 Arbitrage : Glenn Nyberg Arbitre vidéo : Christian Dingert | Spectateurs : 46 586 Arbitrage : Glenn Nyberg Arbitre vidéo : Christian Dingert |

### Huitième de finale
| Match 39                 | Espagne                                                                                  | 4 - 1   | Géorgie                           | Stade de Cologne, Cologne                                                         |                                                                                   |
| 30 juin 2024 21 h 0 CEST | ( Williams) Rodri 39e · ( Yamal) Ruiz 51e · ( Ruiz) Williams 75e · ( Oyarzabal) Olmo 83e | (1 - 1) | 18e (csc) Le Normand ( Kakabadze) | Spectateurs : 42 233 Arbitrage : François Letexier Arbitre vidéo : Jérôme Brisard | Spectateurs : 42 233 Arbitrage : François Letexier Arbitre vidéo : Jérôme Brisard |
| 30 juin 2024 21 h 0 CEST | Morata 44e                                                                               | Rapport | 71e Davitashvili                  | Spectateurs : 42 233 Arbitrage : François Letexier Arbitre vidéo : Jérôme Brisard | Spectateurs : 42 233 Arbitrage : François Letexier Arbitre vidéo : Jérôme Brisard |

### Quart de finale
| Match 45                   | Espagne                                                                                            | 2 - 1 a. p.           | Allemagne | Stuttgart Arena, Stuttgart                                                     |                                                                                |
| 5 juillet 2024 18 h 0 CEST | ( Yamal) Olmo 51e · ( Olmo) Merino 119e                                                            | (0 - 0, 1 - 1, 1 - 1) | 89e Wirtz ( Kimmich)                                                                                            | Spectateurs : 54 000 Arbitrage : Anthony Taylor Arbitre vidéo : Stuart Attwell | Spectateurs : 54 000 Arbitrage : Anthony Taylor Arbitre vidéo : Stuart Attwell |
| 5 juillet 2024 18 h 0 CEST | Le Normand 29e · Torres 74e · Simón 82e · Carvajal 100e · Rodri 110e · Ruiz 120e · Carvajal 120+5e | Rapport               | 13e Rüdiger · 28e Raum · 56e Andrich · 67e Kroos · 73e Mittelstädt · 89e Schlotterbeck · 94e Wirtz · 113e Undav | Spectateurs : 54 000 Arbitrage : Anthony Taylor Arbitre vidéo : Stuart Attwell | Spectateurs : 54 000 Arbitrage : Anthony Taylor Arbitre vidéo : Stuart Attwell |

### Demi-finale
| Match 49                   | Espagne                        | 2 - 1   | France                         | Munich Football Arena, Munich                                                  |                                                                                |
| 9 juillet 2024 21 h 0 CEST | ( Morata) Yamal 21e · Olmo 25e | (2 - 1) | 9e Kolo Muani ( Mbappé)        | Spectateurs : 70 091 Arbitrage : Slavko Vinčić Arbitre vidéo : Nejc Kajtazovic | Spectateurs : 70 091 Arbitrage : Slavko Vinčić Arbitre vidéo : Nejc Kajtazovic |
| 9 juillet 2024 21 h 0 CEST | Navas 14e · Yamal 90+1e        | Rapport | 60e Tchouaméni · 89e Camavinga | Spectateurs : 70 091 Arbitrage : Slavko Vinčić Arbitre vidéo : Nejc Kajtazovic | Spectateurs : 70 091 Arbitrage : Slavko Vinčić Arbitre vidéo : Nejc Kajtazovic |

### Finale
| Match 51                    | Espagne                                            | 2 - 1   | Angleterre               | Stade olympique, Berlin                                                           |                                                                                   |
| 14 juillet 2024 21 h 0 CEST | ( Yamal) Williams 47e · ( Cucurella) Oyarzabal 86e | (0 - 0) | 73e Palmer ( Bellingham) | Spectateurs : 65 600 Arbitrage : François Letexier Arbitre vidéo : Jérôme Brisard | Spectateurs : 65 600 Arbitrage : François Letexier Arbitre vidéo : Jérôme Brisard |
| 14 juillet 2024 21 h 0 CEST | Olmo 31e                                           | Rapport | 25e Kane · 53e Stones ·  | Spectateurs : 65 600 Arbitrage : François Letexier Arbitre vidéo : Jérôme Brisard | Spectateurs : 65 600 Arbitrage : François Letexier Arbitre vidéo : Jérôme Brisard |

| Espagne | Angleterre |

| ESPAGNE :         |    |                  |     |     |
|                   |    |                  |     |     |
| Gardien de but    | 23 | Unai Simón       |     |     |
|                   | 3  | Robin Le Normand |     | 83e |
|                   | 14 | Aymeric Laporte  |     |     |
|                   | 24 | Marc Cucurella   |     |     |
|                   | 2  | Dani Carvajal    |     |     |
|                   | 8  | Fabián Ruiz      |     |     |
|                   | 16 | Rodri            |     | 46e |
|                   | 10 | Dani Olmo        | 31e |     |
|                   | 17 | Nico Williams    |     |     |
|                   | 19 | Lamine Yamal     |     | 89e |
|                   | 7  | Álvaro Morata    |     | 68e |
| Remplaçants :     |    |                  |     |     |
|                   | 18 | Martín Zubimendi |     | 46e |
|                   | 21 | Mikel Oyarzabal  |     | 68e |
|                   | 4  | Nacho            |     | 83e |
|                   | 6  | Mikel Merino     |     | 89e |
| Sélectionneur :   |    |                  |     |     |
| Luis de la Fuente |    |                  |     |     |

| ANGLETERRE :     |    |                 |       |     |
|                  |    |                 |       |     |
| Gardien de but   | 1  | Jordan Pickford |       |     |
|                  | 2  | Kyle Walker     |       |     |
|                  | 5  | John Stones     | 53e   |     |
|                  | 6  | Marc Guéhi      |       |     |
|                  | 7  | Bukayo Saka     |       |     |
|                  | 26 | Kobbie Mainoo   |       | 70e |
|                  | 4  | Declan Rice     |       |     |
|                  | 3  | Luke Shaw       |       |     |
|                  | 11 | Phil Foden      |       | 89e |
|                  | 10 | Jude Bellingham |       |     |
|                  | 9  | Harry Kane      | 25e   | 61e |
| Remplaçants :    |    |                 |       |     |
|                  | 19 | Ollie Watkins   | 90+1e | 61e |
|                  | 24 | Cole Palmer     |       | 70e |
|                  | 17 | Ivan Toney      |       | 89e |
| Sélectionneur :  |    |                 |       |     |
| Gareth Southgate |    |                 |       |     |

| Assistants : Cyril Mugnier Mehdi Rahmouni Quatrième arbitre : Szymon Marciniak Assistant de réserve : Tomasz Listkiewicz Assistants du VAR : Willy Delajod Massimiliano Irrati Homme du match : Nico Williams |

## Statistiques

### Temps de jeu
| N°         | Joueur           |          |          |          |          |          |          |          | TT       | But inscrit | Passe décisive | MJ       | MT       | Légende |
| ---------- | ---------------- | -------- | -------- | -------- | -------- | -------- | -------- | -------- | -------- | ----------- | -------------- | -------- | -------- | --- |
| Gardiens   | Gardiens         | Gardiens | Gardiens | Gardiens | Gardiens | Gardiens | Gardiens | Gardiens | Gardiens | Gardiens    | Gardiens       | Gardiens | Gardiens | Abréviations et symboles : TT : Total de minutes jouées MJ : Nombre de matchs joués MT : Matchs joués en tant que titulaire : but : passe décisive : joueur entré : joueur remplacé : capitaine : carton jaune : carton rouge |
| 1          | David Raya       | -        | -        | 90       | -        | -        | -        | -        | 90       | -           | -              | 1        | 1        | Abréviations et symboles : TT : Total de minutes jouées MJ : Nombre de matchs joués MT : Matchs joués en tant que titulaire : but : passe décisive : joueur entré : joueur remplacé : capitaine : carton jaune : carton rouge |
| 13         | Álex Remiro      | -        | -        | -        | -        | -        | -        | -        | -        | -           | -              | -        | -        | Abréviations et symboles : TT : Total de minutes jouées MJ : Nombre de matchs joués MT : Matchs joués en tant que titulaire : but : passe décisive : joueur entré : joueur remplacé : capitaine : carton jaune : carton rouge |
| 23         | Unai Simón       | 90       | 90       | -        | 90       | 120      | -        | -        | 390      | -           | -              | 4        | 4        | Abréviations et symboles : TT : Total de minutes jouées MJ : Nombre de matchs joués MT : Matchs joués en tant que titulaire : but : passe décisive : joueur entré : joueur remplacé : capitaine : carton jaune : carton rouge |
| Défenseurs |                  |          |          |          |          |          |          |          |          |             |                |          |          | Abréviations et symboles : TT : Total de minutes jouées MJ : Nombre de matchs joués MT : Matchs joués en tant que titulaire : but : passe décisive : joueur entré : joueur remplacé : capitaine : carton jaune : carton rouge |
| 2          | Dani Carvajal    | 90       | 90       | -        | 81       | 120      | -        | -        | 261      | 1           | -              | 4        | 4        | Abréviations et symboles : TT : Total de minutes jouées MJ : Nombre de matchs joués MT : Matchs joués en tant que titulaire : but : passe décisive : joueur entré : joueur remplacé : capitaine : carton jaune : carton rouge |
| 3          | Robin Le Normand | 90       | 90       | 44       | 90 (csc) | 46       | -        | -        | 380      | -           | -              | 5        | 4        | Abréviations et symboles : TT : Total de minutes jouées MJ : Nombre de matchs joués MT : Matchs joués en tant que titulaire : but : passe décisive : joueur entré : joueur remplacé : capitaine : carton jaune : carton rouge |
| 4          | Nacho            | 90       | -        | -        | -        | 46       | -        | -        | 166      | -           | -              | 2        | 1        | Abréviations et symboles : TT : Total de minutes jouées MJ : Nombre de matchs joués MT : Matchs joués en tant que titulaire : but : passe décisive : joueur entré : joueur remplacé : capitaine : carton jaune : carton rouge |
| 5          | Daniel Vivian    | -        | -        | -        | -        | -        | -        | -        | -        | -           | -              | -        | -        | Abréviations et symboles : TT : Total de minutes jouées MJ : Nombre de matchs joués MT : Matchs joués en tant que titulaire : but : passe décisive : joueur entré : joueur remplacé : capitaine : carton jaune : carton rouge |
| 12         | Álex Grimaldo    | -        | -        | 90       | 24       | -        | -        | -        | 114      | -           | -              | 2        | 1        | Abréviations et symboles : TT : Total de minutes jouées MJ : Nombre de matchs joués MT : Matchs joués en tant que titulaire : but : passe décisive : joueur entré : joueur remplacé : capitaine : carton jaune : carton rouge |
| 14         | Aymeric Laporte  | -        | 90       | 46       | 90       | 120      | -        | -        | 446      | -           | -              | 4        | 4        | Abréviations et symboles : TT : Total de minutes jouées MJ : Nombre de matchs joués MT : Matchs joués en tant que titulaire : but : passe décisive : joueur entré : joueur remplacé : capitaine : carton jaune : carton rouge |
| 22         | Jesús Navas      | -        | -        | 90       | 9        | -        | -        | -        | 99       | -           | -              | 2        | 1        | Abréviations et symboles : TT : Total de minutes jouées MJ : Nombre de matchs joués MT : Matchs joués en tant que titulaire : but : passe décisive : joueur entré : joueur remplacé : capitaine : carton jaune : carton rouge |
| 24         | Marc Cucurella   | 90       | 90       | -        | 66       | 120      | -        | -        | 366      | -           | -              | 4        | 4        | Abréviations et symboles : TT : Total de minutes jouées MJ : Nombre de matchs joués MT : Matchs joués en tant que titulaire : but : passe décisive : joueur entré : joueur remplacé : capitaine : carton jaune : carton rouge |
| Milieux    |                  |          |          |          |          |          |          |          |          |             |                |          |          | Abréviations et symboles : TT : Total de minutes jouées MJ : Nombre de matchs joués MT : Matchs joués en tant que titulaire : but : passe décisive : joueur entré : joueur remplacé : capitaine : carton jaune : carton rouge |
| 6          | Mikel Merino     | 68       | 90       | 90       | 9        | 80       | -        | -        | 164      | 1           | -              | 5        | 1        | Abréviations et symboles : TT : Total de minutes jouées MJ : Nombre de matchs joués MT : Matchs joués en tant que titulaire : but : passe décisive : joueur entré : joueur remplacé : capitaine : carton jaune : carton rouge |
| 8          | Fabián Ruiz      | 90       | 90       | -        | 81       | 102      | -        | -        | 367      | 2           | 2              | 5        | 4        | Abréviations et symboles : TT : Total de minutes jouées MJ : Nombre de matchs joués MT : Matchs joués en tant que titulaire : but : passe décisive : joueur entré : joueur remplacé : capitaine : carton jaune : carton rouge |
| 15         | Álex Baena       | -        | 71       | 84       | -        | -        | -        | -        | 25       | -           | -              | 2        | 0        | Abréviations et symboles : TT : Total de minutes jouées MJ : Nombre de matchs joués MT : Matchs joués en tant que titulaire : but : passe décisive : joueur entré : joueur remplacé : capitaine : carton jaune : carton rouge |
| 16         | Rodri            | 86       | 90       | -        | 90       | 120      | -        | -        | 386      | -           | -              | 4        | 4        | Abréviations et symboles : TT : Total de minutes jouées MJ : Nombre de matchs joués MT : Matchs joués en tant que titulaire : but : passe décisive : joueur entré : joueur remplacé : capitaine : carton jaune : carton rouge |
| 18         | Martín Zubimendi | 4        | -        | 90       | -        | -        | -        | -        | 94       | -           | -              | 2        | 1        | Abréviations et symboles : TT : Total de minutes jouées MJ : Nombre de matchs joués MT : Matchs joués en tant que titulaire : but : passe décisive : joueur entré : joueur remplacé : capitaine : carton jaune : carton rouge |
| 20         | Pedri            | 59       | 71       | -        | 52       | 8        | -        | -        | 190      | -           | 1              | 4        | 4        | Abréviations et symboles : TT : Total de minutes jouées MJ : Nombre de matchs joués MT : Matchs joués en tant que titulaire : but : passe décisive : joueur entré : joueur remplacé : capitaine : carton jaune : carton rouge |
| 25         | Fermín López     | -        | -        | 28       | -        | -        | -        | -        | 28       | -           | -              | 1        | 0        | Abréviations et symboles : TT : Total de minutes jouées MJ : Nombre de matchs joués MT : Matchs joués en tant que titulaire : but : passe décisive : joueur entré : joueur remplacé : capitaine : carton jaune : carton rouge |
| Attaquants |                  |          |          |          |          |          |          |          |          |             |                |          |          | Abréviations et symboles : TT : Total de minutes jouées MJ : Nombre de matchs joués MT : Matchs joués en tant que titulaire : but : passe décisive : joueur entré : joueur remplacé : capitaine : carton jaune : carton rouge |
| 7          | Álvaro Morata    | 67       | 78       | 29       | 67       | 80       | -        | -        | 321      | 1           | -              | 5        | 4        | Abréviations et symboles : TT : Total de minutes jouées MJ : Nombre de matchs joués MT : Matchs joués en tant que titulaire : but : passe décisive : joueur entré : joueur remplacé : capitaine : carton jaune : carton rouge |
| 9          | Joselu           | -        | -        | 71       | -        | 102      | -        | -        | 86       | -           | -              | 2        | 1        | Abréviations et symboles : TT : Total de minutes jouées MJ : Nombre de matchs joués MT : Matchs joués en tant que titulaire : but : passe décisive : joueur entré : joueur remplacé : capitaine : carton jaune : carton rouge |
| 10         | Dani Olmo        | 31       | -        | 84       | 38       | 8        | -        | -        | 250      | 2           | -              | 4        | 1        | Abréviations et symboles : TT : Total de minutes jouées MJ : Nombre de matchs joués MT : Matchs joués en tant que titulaire : but : passe décisive : joueur entré : joueur remplacé : capitaine : carton jaune : carton rouge |
| 11         | Ferran Torres    | 4        | 29       | 71       | -        | 63       | -        | -        | 151      | -           | -              | 4        | 1        | Abréviations et symboles : TT : Total de minutes jouées MJ : Nombre de matchs joués MT : Matchs joués en tant que titulaire : but : passe décisive : joueur entré : joueur remplacé : capitaine : carton jaune : carton rouge |
| 17         | Nico Williams    | 68       | 78       | -        | 90       | 80       | -        | -        | 316      | 1           | 2              | 4        | 4        | Abréviations et symboles : TT : Total de minutes jouées MJ : Nombre de matchs joués MT : Matchs joués en tant que titulaire : but : passe décisive : joueur entré : joueur remplacé : capitaine : carton jaune : carton rouge |
| 19         | Lamine Yamal     | 86       | 71       | 29       | 90       | 63       | -        | -        | 371      | -           | 3              | 5        | 4        | Abréviations et symboles : TT : Total de minutes jouées MJ : Nombre de matchs joués MT : Matchs joués en tant que titulaire : but : passe décisive : joueur entré : joueur remplacé : capitaine : carton jaune : carton rouge |
| 21         | Mikel Oyarzabal  | 23       | 12       | 62       | 23       | 80       | -        | -        | 160      | -           | 1              | 5        | 1        | Abréviations et symboles : TT : Total de minutes jouées MJ : Nombre de matchs joués MT : Matchs joués en tant que titulaire : but : passe décisive : joueur entré : joueur remplacé : capitaine : carton jaune : carton rouge |
| 26         | Ayoze Pérez      | -        | 12       | -        | -        | -        | -        | -        | 22       | -           | -              | 1        | 0        | Abréviations et symboles : TT : Total de minutes jouées MJ : Nombre de matchs joués MT : Matchs joués en tant que titulaire : but : passe décisive : joueur entré : joueur remplacé : capitaine : carton jaune : carton rouge |

| Buts | Joueurs                  | Adversaires      |
| ---- | ------------------------ | ---------------- |
| 2    | Fabián Ruiz              | Croatie, Géorgie |
| 1    | Dani Carvajal            | Croatie          |
| 1    | Álvaro Morata            | Croatie          |
| 1    | Dani Olmo                | Géorgie          |
| 1    | Rodri                    | Géorgie          |
| 1    | Ferran Torres            | Albanie          |
| 1    | Nico Williams            | Géorgie          |
| 1    | Riccardo Calafiori (csc) | Italie           |

| Passes | Joueurs         | Adversaires      |
| ------ | --------------- | ---------------- |
| 2      | Fabián Ruiz     | Croatie, Géorgie |
| 2      | Lamine Yamal    | Croatie, Géorgie |
| 1      | Dani Olmo       | Albanie          |
| 1      | Mikel Oyarzabal | Géorgie          |
| 1      | Pedri           | Croatie          |
| 1      | Nico Williams   | Géorgie          |